# 都结州
都结州，元朝时设置的州。
元朝时，升都结峒置，治所在今广西壮族自治区隆安县西都结。属太平路。明朝时，属太平府，清朝时，称都结土州，1916年废入镇结县。